# Babka Berga
Babka Berga (Hyrcanogobius bergi) – gatunek ryby z rodziny babkowatych. Jedyny przedstawiciel rodzaju Hyrcanogobius.

## Występowanie
Endemit, występuje w Morzu Kaspijskim.

## Cechy morfologiczne
Osiąga 3,6 cm długości. W dwudzielnej płetwie grzbietowej 7 twardych i 8–9 miękkich promieni, w płetwie odbytowej 1 twardy i 8–9 miękkich promieni.

## Rozród
Dojrzewa płciowo przy długości ok. 2 cm. Trze się od V do VII.